# 靍日出郎
靍 日出郎（つる ひでろう、1950年 - ）は、日本の経営学者。専門は経営学。札幌大学教授。北海道士別市生まれ。「鶴 日出郎」とも表記される。

## 略歴
- 函館ラ・サール中学校・高等学校卒
- 1974年（昭和49年）明治大学商学部卒
- 1980年同大学院商学研究科博士課程単位取得満期退学
- 1980年札幌大学経営学部講師
- 1983年札幌大学経営学部助教授
- 1988年札幌大学経営学部教授
- 1990年から2年間ドイツのボッフム・ルール大学に留学。
- 現在、札幌大学大学院経営学研究科長

## 主著
- 『原価計算論』（創成社, 1997年初版・2001年改訂版）
- 『簿記の基礎』（共著, 森山書店, 2007年）
- 『初めての会計学』（共著, 中央経済社, 2009年）

## 主な教え子
- 富山浩樹（サッポロドラッグストアー社長）[1]